# Ferrari 250
De Ferrari 250-serie is een reeks automodellen van het Italiaanse merk Ferrari. Van deze versie werd het grootst aantal verschillende modellen ontworpen en geproduceerd. Ze werden gemaakt tussen 1952 en 1964. De typeaanduiding 250 staat voor de inhoud per cilinder: 250 cc. Bijna alle 250's hebben een V12-motor met een totale cilinderinhoud van 2953 cc
Tot de bekendste modellen behoren de 250 GTO, de 250 SWB en de 250 GT California Spyder.
De meest geproduceerde (950 stuks) is de 250 GTE. Dit is ook de eerste Ferrari waar Enzo Ferrari zelf in reed.
Eind jaren vijftig en begin jaren zestig werd de Ferrari 250 veel ingezet in de autosportwedstrijden, waaronder 24 uur van Le Mans en de 12 uur van Sebring.
- winnaar van de 24 uur van Le Mans in 1963
- winnaar van de 12 uur van Sebring in 1958,1959,1961,1962 en 1963
- winnaar van de 1000 km in Buenos Aires in 1958
- winnaar van de 1000 km Spa-Francorchamps in 1963,1964 en 1965
- winnaar van de 1000 km Nürburgring in 1963.
- winnaar van de Targa Florio in 1958

Nederland heeft in verhouding het grootste aantal klassieke Ferrari's ter wereld.

## Modellen

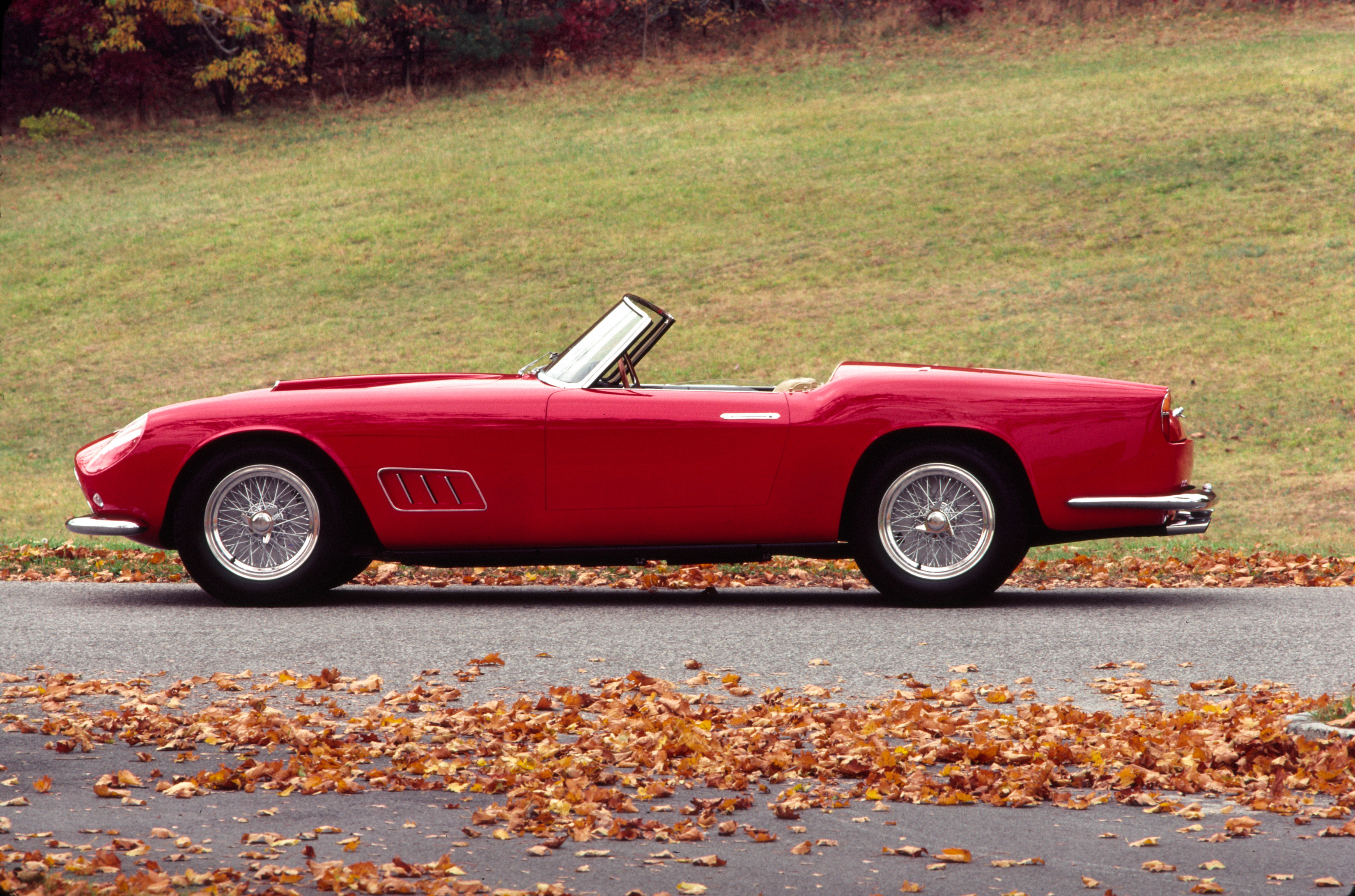
Ferrari 250 GT California Spyder

De oudste 250's:
- 250 S Berlinetta
- 250 S Spider
- 250 MM Coupe Pinin Farina
- 250 Export
- 250 Europa

De 250 GT coupes en cabriolettes:
- 250 GT Europa
- 250 GT Boano
- 250 GT Ellena
- 250 GT Lusso
- 250 GT Pinin Farina Coupé
- 250 GT Pinin Farina Cabriolet
- 250 GTE
- 250 GT California Spider

De sport en race 250's:
- 250 GT Berlinetta 'Tour de France'
- 250 GT Berlinetta SWB
- 250 GTO
- 250 Testa Rossa
- 250 Monza
- 250 P
- 250 LM

Deze lijst is bijna volledig.